# Rissoina decussata
Rissoina decussata är en snäckart som först beskrevs av Montagu 1803.  Rissoina decussata ingår i släktet Rissoina och familjen Rissoidae. Inga underarter finns listade i Catalogue of Life.